# Parafia bł. Michała Kozala Biskupa Męczennika w Słupcy
Parafia błogosławionego Michała Kozala Biskupa Męczennika w Słupcy jest jedną z 9 parafii leżącą w granicach dekanatu słupeckiego. Erygowana w 1996. Kościół parafialny został zbudowany na przełomie XX i XXI wieku.

## Rys historyczny
- Parafia powstała w 1996 dekretem księdza biskupa Bronisława Dembowskiego.

## Dokumenty
Księgi metrykalne: 
- ochrzczonych od 1996 roku
- małżeństw od 1996 roku
- zmarłych od 1996 roku